# Alophophion larseni
Alophophion larseni är en stekelart som först beskrevs av Günther Enderlein 1912.  Alophophion larseni ingår i släktet Alophophion och familjen brokparasitsteklar. Inga underarter finns listade i Catalogue of Life.